# Дереволаз маленький
Дереволаз маленький (Oophaga pumilio) — вид земноводних з роду Oophaga родини Дереволази. Отруйна амфібія.

## Опис
Загальна довжина досягає 17—24 мм. Голова середнього розміру, витягнута. Тулуб стрункий. Шкіра гладенька. Присоски на пальцях їхніх лапок допомагають утримуватися на рослинах. Забарвлення голови й спини червоного кольору з різними відтінками . Черево червоного кольору, іноді червоно-синього, коричневого або білого. Кінцівки — чорні або чорно-сині.

## Спосіб життя
Полюбляє тропічні ліси. Зустрічається на висоті до 500 м над рівнем моря. Пересувається в тіні по землі або по гілках низьких кущів. Багато часу проводить у траві або на вологому листі кущі. Доволі моторна та спритна жаба. Може робити короткі стрибки і лише у виняткових випадках зупиняється і завмирає на місці. Живиться дрібними комахами, павуками, мурашками.
Дереволаз маленький розвинув ефективну тактику самозахисту. Отрута, що виділяється його шкірними залозами, є смертельною. З'їдений дереволаз викликає смерть. Цей дереволаз не такий отруйний, як жахливий дереволаз, але навіть його отрута може призвести до смерті людини або звіра.
Після залицяння, в яке входить і спів (нагадує дзижчання бджоли), і бійки між самцями, самиця відкладає всього 4—6 ікринок, при цьому вона урочисто стоїть на листі бромелії, а самець заповзає під неї і випускає сперму, на яку самиця і відкладає ікринки. Самець зволожує їх водою, яку виприскує зі своєї шкіри.
Після появи пуголовки самостійно підіймаються на спину до матері, яка й переносить їх у воду. Пуголовки утримуються на спині матері за допомогою липкого й вологого слизу. Самиця відшукує не калюжі, ставки або струмки, а несе своїх дитинчат до маленьких, наповнених водою «басейнів», які знаходяться в поглибленнях листя рослин-епіфітів. У кожному такому басейні самиця залишає тільки одного пуголовка і відвідує його раз на тиждень, кожного разу приносячи з собою їжу для нього. Личинки регулярно годуються незаплідненою ікрою.

## Розповсюдження
Мешкає в Нікарагуа, Коста-Риці, Панамі.